# ایت بوعده
ایت بوعده یک منطقهٔ مسکونی در الجزایر است که در استان تیزی وزو واقع شده‌است.